# Fontal
Il Fontal è un formaggio nato nel 1955, originariamente e principalmente prodotto nel nord Italia - soprattutto in Piemonte, Lombardia e Trentino - che ha caratteristiche in comune con la Fontina e l'Emmental; il nome del formaggio, infatti, deriva dalla contrazione dei due nomi.
Attualmente i maggiori produttori si concentrano nella zona della pianura Padana. Tuttavia, negli ultimi decenni è largamente prodotto anche in altri Paesi, soprattutto dell'Europa centrale e centrosettentrionale, tra i quali Germania, Belgio, Paesi Bassi e Danimarca.

## Caratteristiche
Realizzato con latte vaccino da razza bruna alpina, viene confezionato in forme cilindriche dello scalzo di circa 9 - 12 cm e di diametro compreso tra i 34 ed i 40 cm.
Mediamente stagionate da un minimo di 30 a 60 giorni, le forme mantengono un peso variabile da 10 a 12 kg e si contraddistinguono per la crosta liscia, elastica e sottile e la pasta compatta, morbida, di colore bianco o paglierino chiamo.